# Marcelinho (football, 1975)
Pour les articles homonymes, voir Marcelinho.
Marcelo dos Santos, dit Marcelinho ou Marcelinho Paraíba au Brésil est un footballeur brésilien, né le 17 mai 1975 à Campina Grande. Il évolue au poste d'attaquant et est désormais à la retraite. Il compte cinq sélections pour un but inscrit au sein de l'équipe du Brésil.

## Biographie

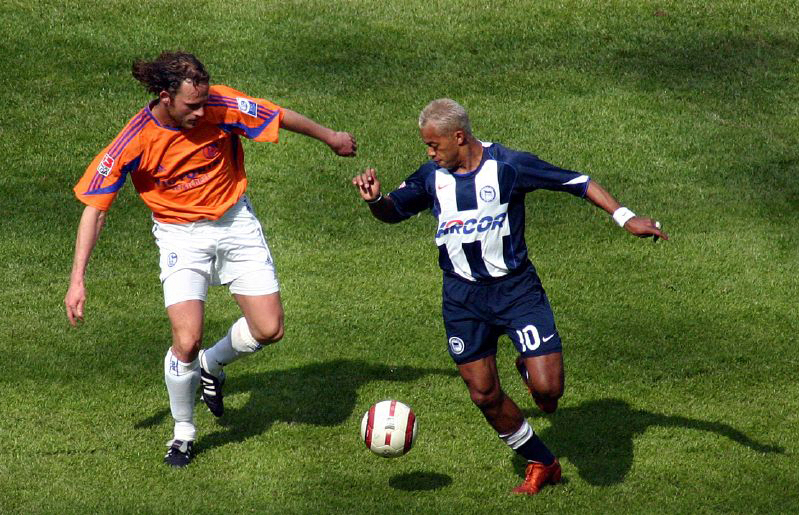
Marcelinho en 2005 avec le Hertha Berlin

L'OM investit 7,6 M€ sur lui en 2000. Le joueur compte cinq sélections et un but au sein de l'équipe nationale du Brésil. 
En août 2008, Marcelinho Paraíba quitte l'Allemagne pour rentrer au pays, et signe au Flamengo, l'un des clubs les plus populaires du Brésil.
Le 10 août 2008, il rentre au Brésil et s'engage pour Flamengo et signe pour deux ans et demi. Remplaçant désigné de Marcinho (en) (parti au Qatar SC), il marque 8 buts en 19 matchs et aide le club à terminer cinquième de Série A brésilienne.
En mars 2009, il résilie son contrat avec Flamengo à cause d'impayés de salaire sur plusieurs mois. Il s'engage alors avec le club de Coritiba, club avec lequel il réalise une relative bonne saison (14 buts en 34 matchs de championnat). Le club de l'État de Paraná termine 17e et est relégué en Série B brésilienne.
En fin de contrat le 31 décembre 2009, il retourne à Sao Paulo. En août 2010, il signe au Sport Recife. Il prend sa retraite en mars 2017, et marque un quadruplé pour son jubilé.

## Palmarès
- Champion de la Paraíba en 1991, 1993 avec Campinense Clube.
- Champion de São Paulo en 1998, 2000 avec Sao Paulo.
- Champion du Rio Grande do Sul en 2001 avec Grêmio.
- Vainqueur de la Coupe du Brésil en 2001 avec Grêmio.
- Vainqueur de la Coupe de la ligue d'Allemagne en 2002 avec le Hertha BSC Berlin.
- Champion de Rio de Janeiro en 2009 avec Coritiba FC.

### Distinctions individuelles
- Meilleur buteur de l'État du Rio Grande do Sul en 2001
- Élu meilleur joueur de Bundesliga en 2005
- Ballon d'argent brésilien en 2009